# Кутьма (Орловская область)
Кутьма — деревня в Болховском районе Орловской области. Входит в Злынское сельское поселение. Население — 94 чел. (2010).

## География
Деревня находится в северной части Орловской области, в лесостепной зоне, в пределах центральной части Среднерусской возвышенности. Расположена на берегу реки Снытка.
Уличная сеть представлена шестью объектами: Центральная улица, Зареченская улица, улица Хомичёвка, Митская улица, Школьный переулок, переулок Черёмушки.
Географическое положение: в 20 километрах к югу от районного центра — города Болхов, в 33 километрах к северу от областного центра — города Орёл и в 297 километрах от столицы — Москвы.
Часовой пояс
Деревня Кутьма, как и вся Орловская область, находится в часовой зоне МСК (московское время). Смещение применяемого времени относительно UTC составляет +3:00.
Климат близок к умеренно-холодному, количество осадков является значительным, с осадками даже в засушливый месяц. Среднегодовая норма осадков — 627 мм. Среднегодовая температура воздуха в Болховском районе — 5,1 ° C.

## Население
| 2002 | 2010 |
| ---- | ---- |
| 133  | ↘94  |

Гендерный состав
По данным Всероссийской переписи населения 2010 года в гендерной структуре населения мужчины составляют 45,7 % (43), женщины — 54,3 % (51).

## Великая Отечественная война
В деревне расположена братская могила в которой захоронены 14 павших в боях защитников родины, из 83 гв. стр. див., 6 гв. механизир. корпуса. Перезахоронены из д. Конезавод.